# تالاب کیاکلایه
تالاب کیاکلایه یکی از غنی‌ترین تالابهای گیلان از لحاظ تنوع گونه‌های حیاتی است.
این تالاب به اقدامات شهرداری و بی‌توجهی اداره منابع طبیعی رو به نابودی است. 
شهرداری لنگرود در حال ساخت بلواری بر روی این تالاب است که در اینصورت شاهد نابودی کامل این تالاب تا چند سال آینده خواهیم بود.
این تالاب بزرگ که زمانی محل زمستان گذرانی پرندگان مهاجر بود و الان قسمت اعظم آن با اقدامات زیر به وسیله شهرداری نابود شده:
۱-ریختن زباله‌های شهری و بیمارستانی (که با تلاش برنامه تلویزیونی «آنسوی خبرها» جلوی این کار گرفته شد.)
۲-ایجاد کمربندی جدید در بخشی از تالاب.
۳-ساخت پروژه بوستان بازار لنگرود که محوطه وسیعی از تالاب به خاطر آن نابود شده.
۴-ایجاد پیست موتور سواری و ایجاد آلودگی صوتی در تالاب و ایجاد مزاحمت برای پرندگان.

## وجه تسمیه
واژه کِلا (kelā) دگرگون گشته واژه کَلاک (kalāk) و کَلات (kalāt) در مفهوم قلعه است، که در زبان مازندرانی به‌صورت کَلا (kalā) و کُلا (kolā)، و در زبان گیلکی و زبان تاتی کَلایه (kalaye) تلفظ می‌شود و در مفهوم دژ و آبادی مجهز به جایگاه دفاعی می‌باشد. این واژه در نام بیشتر روستاهای مازندران از رامسر تا گرگان، روستاهایی در شرق گیلان و در قسمت های شمالی قزوین شامل الموت دیده می‌شود.
بر خلاف زبان فارسی، در زبان های خانواده ایرانی شمال غربی به مانند گیلکی و مازندرانی صفت بعد از اسم می‌اید، در نتیجه واژه کیا+کلایه معادل 'قلعه کیا' در فارسی می‌باشد.